# Sergio Rivero Kuhn
Sergio Rivero Kuhn (Santa Cruz de la Sierra, 6 dicembre 1963 – Santa Cruz de la Sierra, 1º settembre 2024) è stato un calciatore boliviano, di ruolo difensore.

## Caratteristiche tecniche
Giocava come difensore laterale.

## Carriera

### Club
Rivero Kuhn debuttò nel campionato nazionale boliviano nella stagione 1983, indossando i colori del Real Santa Cruz, compagine della sua città natale. In quell'annata giocò 13 gare; nel 1984 assommò 19 presenze. Con il Real Rivero rimase fino al campionato 1990, superando quota 200 incontri in massima serie; nel 1991, prima della Copa América, fu acquistato dall'Oriente Petrolero. La nuova squadra permise al difensore di scendere in campo a livello internazionale: difatti, l'Oriente partecipò alla Coppa Libertadores 1991, poiché aveva vinto il titolo l'anno precedente. Rivero disputò anche la Coppa CONMEBOL 1992 con la maglia bianco-verde. Nel 1995, in seguito al termine del campionato, lasciò l'Oriente per tornare al Real Santa Cruz: lì trovò il posto da titolare, presenziando in 36 gare. Nel 1997 tornò all'Oriente, ma vi giocò poche partite; passò poi per Chaco Petrolero e Guabirá, ritirandosi nel 1999.

### Nazionale
Nel 1989 fece il suo esordio in Nazionale maggiore. Nel 1991 venne incluso nella lista per la Copa América. Debuttò nella competizione il 7 luglio a Valparaíso contro l'Uruguay, disputando tutti i 90 minuti. Tornò in Nazionale nel settembre 1993: il 12 scese in campo contro l'Uruguay a Montevideo, in occasione della gara delle qualificazioni al campionato mondiale di calcio 1994.

## Vita privata
Si sposò con Deida Rivero Cuéllar con la quale ebbe tre figli.